# Elecciones presidenciales de Estados Unidos de 2016 en Illinois
Las Elecciones presidenciales de Estados Unidos en Illinois de 2016 se llevaron a cabo el 8 de noviembre de 2016, como parte de las Elecciones presidenciales de Estados Unidos de 2016 en la cual los 50 estados más el Distrito de Columbia participó. Los votantes de Illinois eligieron a 20 electores para que los representaran en el  Colegio Electoral a través de un voto popular que enfrenta al candidato del  Partido Republicano, Donald Trump, y su compañero de fórmula  el  Gobernador de Indiana, Mike Pence contra la fórmula del  Partido Demócrata, la ex Secretaria de Estado, Hillary Clinton y su compañero de fórmula,   Senador por Virginia, Tim Kaine.
Illinois fue ganado por la ex Secretaria de Estado Hillary Clinton, quien obtuvo 55.83% de los votos emitidos contra el 38.76% de Donald Trump, ganando el estado por un margen de 17.07%. Antes de la elección, las organizaciones de noticias predijeron que el estado sería llevado por Clinton, quien nació en Illinois. Clinton ganó por un margen ligeramente mayor de la victoria del Presidente, Barack Obama en 2012 en su estado natal, sin embargo, su porcentaje general no fue tan alto como el de Obama en  2008 o  2012. Illinois fue uno de los once estados en los que Hillary Clinton superó el margen de Barack Obama en 2012.
- Datos: Q23018271
- Multimedia: United States presidential election in Illinois, 2016 / Q23018271